# Ren'Py
Ne doit pas être confondu avec Ren'ai.
Ren'Py est un logiciel libre qui permet de créer des visual novels/romans vidéoludiques et des sound novels, des types de jeu vidéo populaires au Japon. Il a permis la création de plus de 4 000 jeux vidéo, principalement en anglais, même si cependant une communauté francophone existe. Ren'Py est un mot valise comportant le mot japonais ren'ai (恋愛), en français « amour » (car les visual novels/romans vidéoludiques comportent souvent une ou plusieurs romances) et py, l'abréviation de « Python », le langage de programmation utilisé par Ren'Py.

## Fonctionnement

### Langage de script
Le langage de script qu'utilise Ren'Py est inspiré du Python pour ce qui est de la structure. Il est composé de très peu d'instructions, ce qui en fait l'un des langages informatiques les plus simples. Il est néanmoins possible d'étendre ses possibilités avec du Python pour, par exemple, créer des mini-jeux ou tout autre élément de jeu plus complexe que ce que le système de jeu des visual novels peut apporter.
Le moteur du jeu qui gère les principales difficultés techniques, les sauvegardes, les préférences, etc., permet au créateur de se concentrer sur son jeu. Voici un exemple qui illustre cette simplicité :
```
label
 
question
:

    
scene
 
bg
 
plage

    
with
 
dissolve

    
"Il n'a pas fallu longtemps à Marie pour rompre le silence."

    
show
 
marie
 
souriante

    
with
 
dissolve

    
m
 
"Il y a une question que j'aimerais te poser..."

    
p
 
"Oui, bien sûr, je t'écoute."

    
m
 
"Comment as-tu découvert Ren'Py ?"

```

Afin de limiter les violations de droits d'auteur les fichiers du jeu sont offusqués par défaut dans un fichier archive "Ren'Py Archive" abrégée sous l'extension .rpa quand on compile un jeu. Il est toutefois possible de désactiver cette fonctionnalité.

### Code et bibliothèques logicielles interne au moteur
Ren'Py est codé en Python et est basé sur la bibliothèque logicielle Pygame (son logo est incorporé dans le logo de Ren'Py), elle-même basée sur la bibliothèque logicielle SDL (Simple DirectMedia Layer).

### Kit de développement et systèmes d'exploitations cibles
Le kit de développement de Ren'Py est officiellement supporté pour Microsoft Windows, macOS et Linux ; Ren'Py peut être installé via les gestionnaires de paquets des distributions Arch Linux, Ubuntu, Debian et Gentoo (en superposition expérimentale). Un portage non officiel pour OpenBSD existe.
Ren'Py peut exporter sur Microsoft Windows, macOS, Linux, Android, OpenBSD (seulement avec le portage cité précédemment), iOS, et HTML5 avec Web Assembly.

## Autres informations

### Support des langues

#### Support des caractères non-latin
La police par défaut de Ren'Py contient des caractères pour l'anglais et de nombreuses autres langues mais pour des raisons de taille, elle ne contient pas les caractères nécessaires au rendu d'autres langues, notamment le chinois, le japonais et le coréen. Un projet doit d'abord changer les polices qu'il utilise pour supporter une de ces langues.

### Arrangements de la boîte de dialogue
Ren'Py arrange par défaut la boîte de dialogue en arrangement dit ADV, c’est-à-dire qu'elle occupera une petite partie du bas de l'écran pour laisser place aux images et des fois à des éléments de jeu. Le développeur peut cependant soit la modifier à sa guise avec du code personnalisé soit utiliser le mode NVL qui arrange alors la boîte de dialogue en arrangement dit NVL, c'est-à-dire qu'elle prendra quasiment l'ensemble de l'écran pour afficher un maximum de texte.

## Utilisations à des fins éducatives
Ren'py est aussi utilisé à des fins éducatives,,,.
Ren'Py a également été utilisé dans les classes de la Carnegie Mellon School of Art (en).

## Jeux notables utilisantRen'Py
| Titre                                                    | Développeur(s)    | Éditeur(s)              | Date de sortie    | Ref |                         |                |                |                  |  |
| -------------------------------------------------------- | ----------------- | ----------------------- | ----------------- | --- | ----------------------- | -------------- | -------------- | ---------------- |  |
| Titre                                                    | Développeur(s)    | Éditeur(s)              | Date de sortie    | Ref | Analogue: A Hate Story, | Christine Love | Christine Love | 1er février 2012 |  |
| Bionic Heart                                             | Winter Wolves     | Winter Wolves           | 7 juillet 2009    |     |                         |                |                |                  |  |
| Café 0 ~The Drowned Mermaid~                             | roseVeRte         | roseVeRte               | 4 octobre 2011    |     |                         |                |                |                  |  |
| Digital: A Love Story                                    | Christine Love    | Love Conquers All games | Février 2010      |     |                         |                |                |                  |  |
| Doki Doki Literature Club!                               | Team Salvato      | Team Salvato            | 22 septembre 2017 |     |                         |                |                |                  |  |
| Don't take it personally, babe, it just ain't your story | Christine Love    | Love Conquers All games | 4 avril 2011      |     |                         |                |                |                  |  |
| Everlasting Summer                                       | Soviet Games      | Soviet Games            | Décembre 2013     |     |                         |                |                |                  |  |
| Jisei series,                                            | SakeVisual        | SakeVisual              | -                 |     |                         |                |                |                  |  |
| Katawa Shoujo                                            | Four Leaf Studios | Four Leaf Studios       | 4 janvier 2012    |     |                         |                |                |                  |  |
| RE: Alistair                                             | SakeVisual        | SakeVisual              | -                 |     |                         |                |                |                  |  |

- BerndSoft
  - Bernd and the Mystery of Unteralterbach[30]
- BLits Games
  - Camp Buddy
- Cafe Shiba
  - How to Date a Magical Girl
- Dischan Media
  - Cradle Song
  - Juniper's Knot[31],[32]
  - Dysfunctional Systems series[33]
- Hanako Games
  - Date Warp
  - Long Live The Queen
  - Magical Diary
  - The Royal Trap
- Marcel Weyers
  - Sleepless Night[34]
  - This Is Where I Want To Die[35]
- Riva Celso
  - Always Remember Me
  - Heileen
  - Loren The Amazon Princess
  - Planet Stronghold
  - Summer Session

## Voir également
- (fr) Visual novel
- (fr) Moteur de jeu
- (fr) Logiciel libre
- (en) Liste de jeu Ren'Py disponible sur la Wikipédia anglophone : List of Ren'Py games
- (en) Liste des moteurs de jeu spécialisés dans les visual novels disponible sur la Wikipédia anglophone : List of visual novel engines